# 卡洛斯安東尼奧洛佩斯
26°23′59″S 54°45′36″W / 26.39972°S 54.76000°W
卡洛斯安東尼奧洛佩斯（西班牙語：Carlos Antonio López），是巴拉圭的城鎮，位於該國東南部，由伊塔普阿省負責管轄，始建於1978年11月17日，面積825平方公里，海拔高度222米，2002年人口17,622，人口密度每平方公里21.36人。